# Aulagromyza orphana
Aulagromyza orphana är en tvåvingeart som beskrevs av Friedrich Georg Hendel 1920. Aulagromyza orphana ingår i släktet Aulagromyza och familjen minerarflugor.
Artens utbredningsområde är Österrike. Arten har ej påträffats i Sverige. Inga underarter finns listade i Catalogue of Life.